# タムラノボル
タムラノボル  (1962年 - )はイラストレーター。大阪府生まれ。

## プロフィール
高校時代より、内緒でフリーのイラストレータとして仕事を始め、卒業後、某電機メーカーに就職するが会社をやめ再びフリーのイラストレータとして仕事を続ける。20代前半、特殊メーキャップに興味を持ち、関西の大学生やプロの自主映画に参加。以降そのまま特殊造形・アニマトロニクスにプロとして仕事するようになる。20代後半、ジムヘンソン・クリーチャーショップに参加する。この頃、現在作家となったロン・ミュゥクと出会い触発され、作家活動を再開する。2010年6月下北沢　ギャラリー・アレイ『タムラノボル ノ サクヒン ノ コテン』で20年ぶりに個展を開催。中学時代より変わらぬスタイルの独特なボールペン絵画を描く。Mixi, Facebookで国内外でもアート活動を展開。
　

## 活動
- 映画

ア・ホーマンス（松田優作　主演・監督　東映）　特殊美術　製作
プルシアン・ブルーの肖像（玉置浩二　主演　東宝）　特殊メーク　デザイン
ノストラダムス戦慄の啓示（1994年、東映）コンセプト・デザイン
- オリジナル・ビデオ

妖怪天国（ポニー・キャニオン）　コンセプト・デザイン　アニマトロニクス製作
- CM

日清とんこつチキンラーメン（九州バージョン）　アニマトロニクス製作
- テレビ番組

「ひらけ！ポンキッキ」、「ポンキッキーズ」（フジテレビ）
演出、キャラクター・デザインおよび製作　
ビデオ・クリップ演出　アート・ディレクション
「早見　優のアメリカン・キッズ」（日本テレビ）
キャラクター・デザイン
「探検王国」（テレビ朝日）
キャラクター・デザイン、コンセプト・デザイン
「キンキ・キッズのバリキン７」（TBS）
- コンセプト・デザイン

「木曜の怪談シリーズ／不思議の国のフウ」（フジテレビ）
クリーチャー・スーパーバイズ　
- その他

MTVキャンペーンCI　キャラクター・デザイン　製作
NEC「TOWNS」ＩＮ東京ドーム　デジタル・アニマトロニクス製作　演出
大阪「食の博覧会」　大阪ガス・パビリオン　デジタル・アニマトロニクス製作　演出
中部電力館　キャラクター・デザイン
オムニバス・ジャパン　ベニスルーム　ディレクター　CM　TVのビデオ・エフェクト
2000年　東京・両国　シアターＸ　インター・ナショナル・ダンス・フェスティバル
エキシビジョン「中国の不思議な宦官」　エキビジョン・プロデュース
2001年　「天才てれびくん」ドリーム・サーファー（NHK）
クリーチャー・スーパーバイズ
ミュージカル「火の鳥」　（松竹）　
特殊メーク　スーパーバイズ
2002年　東京・両国　シアターＸ　
「タムラノボルの発想工塾」　プロデュース
2003年　絵本「たまご和尚」（リトル・モア社）出版
2004年　　「桂　三枝のアニメで一席」（NHK）　演出　および　アート・ディレクション
2004年～2007年　 「きいてハッスル！みてハッスル！」どうする？ゆうきくん　（NHK）
スーパーバイズ　キャラクター・デザイン
2008年～「コミトレ」（NHK）　どうする？しおん君　キャラクターデザイン　および　CG製作

### 海外での活動
- ジム・ヘンソン・クリーチャーショップ（ロンドン）

「ストーリー・テラー」（NBC）　クリーチャー製作参加
「ミュータント・ニンジャ・タートルズ」　クリーチャー製作参加
- イメージ・アニメーション（ロンドン）

「ナイト・ブリード」クライブ・バーガー監督　　クリーチャー製作参加
ロン・ミュウク　スタジオ　　　　	
「グーファーズ」（SKY TV）　クリーチャー製作参加　